# Anderson School of Management
L'Anderson School of Management est l'école de commerce de UCLA, l'université de Californie à Los Angeles. Elle a été créée en 1935 et a eu plusieurs noms successifs : School of Business Administration, Graduate School of Business Administration puis Graduate School of Management. Elle est devenue la Anderson School of Management en 1987 à la suite du don de 15 millions de dollars de la part de John Anderson, ancien élève de l'école. Elle propose plusieurs programmes :
- Master of Business Administration
- Executive MBA
- Double MBA en partenariat avec l'université nationale de Singapour
- Double MBA en partenariat avec l'université Adolfo Ibañez du Chili
- PhD
- Master en ingénierie financière
- Bachelor en comptabilité.

## Le Master of Business Administration

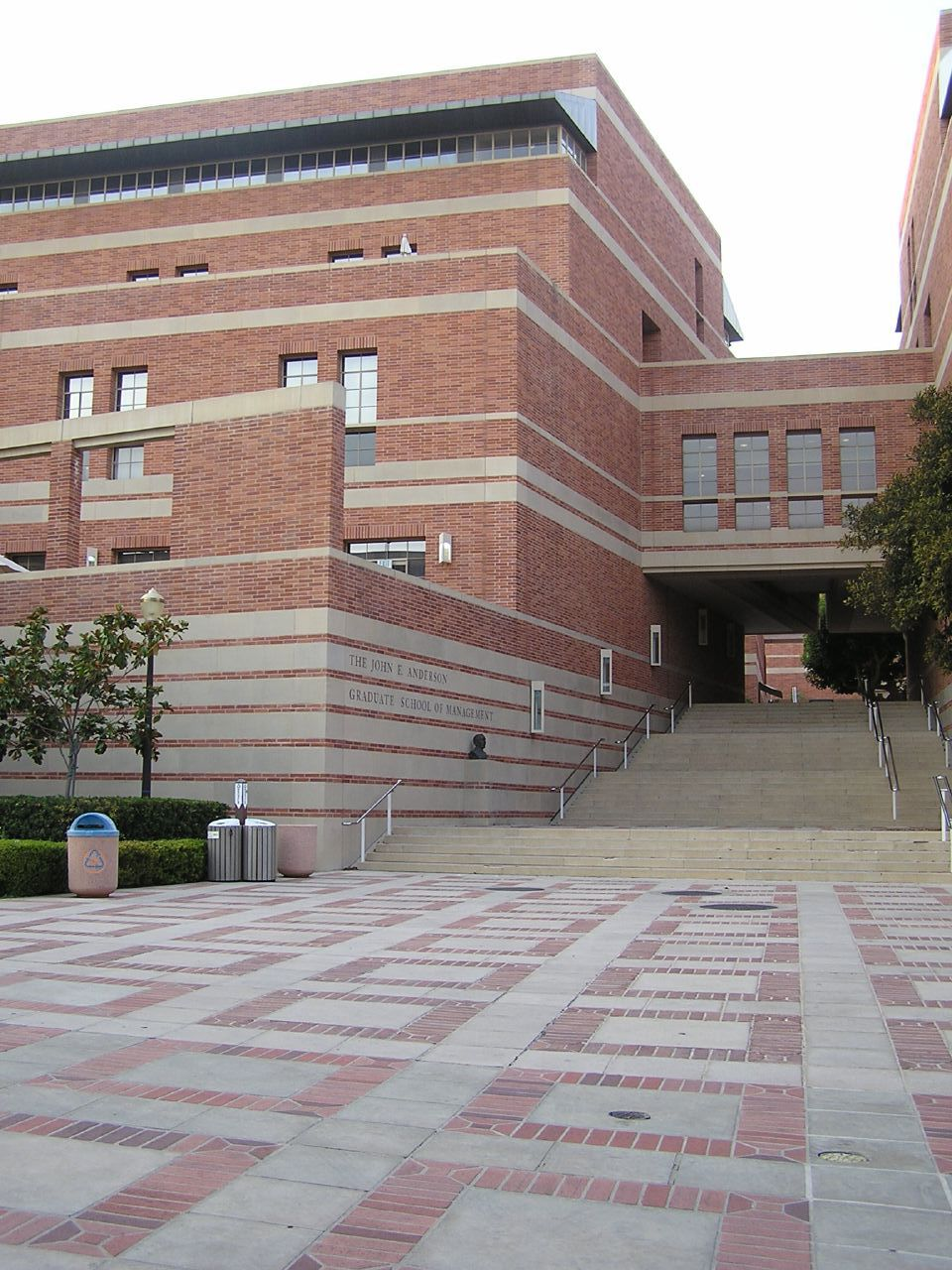
Anderson School of Management

Le programme MBA est un programme de management général en deux ans comme la grande majorité des programmes américains. Il regroupe des promotions de 360 personnes.
Il s'articule entre dix cours fondamentaux et entre onze et douze électifs (matières de spécialisation). Entre les deux années, les étudiants doivent réaliser un stage. Au cours de la deuxième année, les étudiants doivent aussi suivre le Applied Management Research (AMR) Program. Il s'agit d'un projet de vingt semaines qu'ils doivent effectuer en groupes. Cela peut être soit un projet pour une entreprise, pour une ONG ou un projet de création. Il peut se faire soit aux États-Unis soit à l'étranger. Le but de l'AMR est de mettre en pratique les connaissances acquises lors des cours.
Le programme est notamment renommé pour ses cours sur l'immobilier qui s'appuient sur le Richard Ziman Center for Real Estate.

## Les centres académiques
Les six « centres académiques » d'Anderson sont des centres de recherche qui font le relais entre les professeurs, les étudiants et les entreprises:
- le Center for International Business Education and Research (CIBER) : il mène des travaux de recherche pour le compte d'entreprises californiennes
- le Laurence and Lori Fink Center for Finance and Investments est un centre de recherche sur la finance. Il a été nommé du nom de fondateur de BlackRock, la firme de capital-investissement américaine, Larry Finck et de celui de sa femme, tous deux anciens élèves de UCLA et qui ont fait un don de 10 millions de dollars.
- le Richard S. Ziman Center for Real Estate est un centre commun entre la Anderson School of Management et la UCLA School of Law fait des recherches mais aussi donnent des conseils aux entreprises et aux décideurs californiens sur l'immobilier.
- le Entertainment and Media Management Institute (EMMI) bénéficie de la proximité de Hollywood et de l'industrie des médias pour étudier ce secteur. Anderson a développé une expertise en la matière qui est reconnue aux États-Unis et à l'étranger.
- le Harold Price Center for Entrepreneurial Studies a pour vocation de soutenir les étudiants qui veulent se lancer dans l'entrepreneuriat et créer leur propre entreprise.
- le Business and Information Technologies (BIT) Global Research Network est un réseau qui étudie l'impact des NTIC sur les entreprises

## Corps professoral
Parmi les professeurs de l'Anderson School of Management, il faut citer :
- William Cockrum est professeur de finance. Il enseigne notamment les cours d'Entrepreneurial Finance et d'Investment Management.
- Charles Corbett, professeur d'opérations mène des recherches sur les liens entre opérations et environnement.
- Dominique Hanssens est le titulaire de la chaire de marketing. Il travaille notamment sur l'efficacité des dépenses de Marketing. Il a publié des articles à propose de la modélisation de la Customer Lifetime Value.

## Classements académiques
Le MBA de la Anderson School of Management fait partie des plus réputés du monde :
| Palmarès MBA           | Palmarès MBA | Palmarès MBA |
| Nom                    | Monde        | National     |
| ---------------------- | ------------ | ------------ |
| QS (2020)              | 13           | 9            |
| The Economist (2019)   | 6            | 5            |
| Financial Times (2020) | 25           | 15           |
| DAUR rankings (2020)   | 13           | 11           |